# Furna das Pombas (Urzelina)

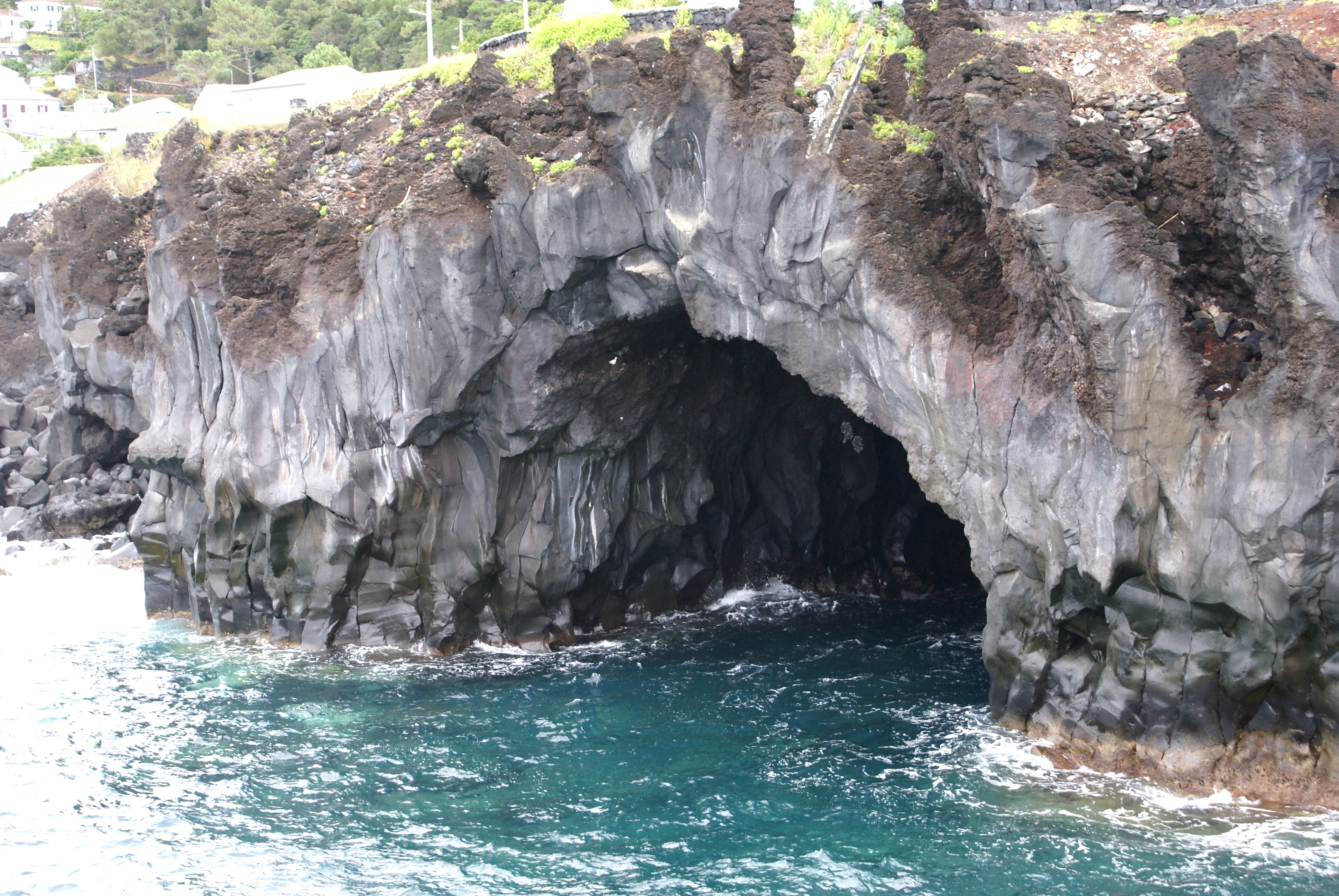
Furna das Pombas, Urzelina.

A Furna das Pombas (Urzelina) é uma gruta portuguesa localizada na freguesia da Urzelina, concelho de Velas, ilha de São Jorge, arquipélago dos Açores.
A formação geológica da Furna das Pombas apresenta-se como um tubo de lava com origem nos vulcões do interior da ilha de São Jorge que termina em arriba costeira. A sua origem possivelmente está na erupção histórica ocorrida na Urzelina em 18…, no entanto não há a certeza destes dados uma vez que a mesma nunca foi explorada em profundidade.
Sabe-se que se estende por mais de 100 metros em direcção ao interior da ilha, podendo uma parte deste percurso ser percorrido num barco pequeno de preferência no Verão, durante a maré baixa e com mar calmo.
Como é de origem vulcânica basáltica apresenta-se formada por maciças paredes de rocha basáltica repletas de saliências que grandes bandos de Pombo-da-Rochas utilizam como local de nidificação e abrigo.